# Pasifogó kísérletek
A Pasifogó kísérletek (eredeti címe: Hysterical Blindness) 2002-ben bemutatott amerikai televíziós filmdráma, amelyet Mira Nair rendezett. A forgatókönyvet azonos című regénye alapján Laura Cahill készítette. A főbb szerepekben Uma Thurman, Gena Rowlands, Juliette Lewis és Ben Gazzara. 

## Szereplők
| Szerep          | Színész         | Magyar hang |
| --------------- | --------------- | ----------- |
| Debby Miller    | Uma Thurman     | Für Anikó   |
| Virginia Miller | Gena Rowlands   |             |
| Beth            | Juliette Lewis  |             |
| Rick            | Justin Chambers |             |
| Nick            | Ben Gazzara     |             |
| Bobby           | Anthony DeSando |             |

## Fontosabb díjak és jelölések
| Esemény | Díj | Kategória | Eredmény |
| ------- | --- | --------- | -------- |